# 여전사
《여전사》(赤色大風暴, Fatal Termination)는 홍콩에서 제작된 김양화 감독의 1990년 범죄, 액션 영화이다. 여량위 등이 주연으로 출연하였다.

## 출연

### 주연
- 여량위
- 이새봉
- 임달화
- 고비
- 진탁흔
- 묘교위
- 장지덕
- 위룡

## 같이 보기
- 홍콩 영화